# Lycée technique Poaty-Bernard
Le lycée technique et professionnel Poaty Bernard est un établissement public d'enseignement secondaire spécialisé dans la formation technique et professionnelle, situé à Pointe-Noire, en république du Congo.

## Tutelle
Le lycée est placé sous la tutelle du ministère de l’Enseignement technique et professionnel (METP) et prépare ses élèves au baccalauréat technique (examen d’État), dans un cadre encadré et supervisé par cette autorité,.

## Défis sécuritaires
Le lycée technique Poaty-Bernard connait des tensions récurrentes entre élèves, générant un climat de violence qui compromet la sécurité scolaire. Pour y remédier, les autorités ont annoncé plusieurs mesures telles que l’installation de caméras de surveillance, le renvoi systématique des élèves violents et la création d’un poste de police avancé. Toutefois, la mise en œuvre de ces dispositifs reste incomplète, laissant persister les problèmes,,.